# USS Fanning (DD-37)
USS Fanning (DD-37) – amerykański niszczyciel typu Paulding. Jego patronem był Nathaniel Fanning.
Zwodowano go 11 stycznia 1912 w stoczni Newport News Shipbuilding Company, matką chrzestną była żona Kennetha McAlpine`a. Jednostka weszła do służby w US Navy 21 czerwca 1912, jej pierwszym dowódcą był Lieutenant W. N. Jeffers.
Okręt był w służbie w czasie I wojny światowej. Działał jako jednostka eskortowa na wodach amerykańskich. Wraz z niszczycielem USS "Nicholson" (DD-52) zatopił niemiecki okręt podwodny SM U-58.
Po wojnie odstawiony do rezerwy. 7 czerwca 1924 przekazany United States Coast Guard, gdzie pływał w ramach patroli rumowych. Służył do 24 listopada 1930. Sprzedany na złom 2 maja 1934.